# Christina Jolie
Christina Jolie (Liberec, República Checa; 11 de marzo de 1986) es una actriz pornográfica retirada checa.

## Biografía
Jolie nació en la ciudad checa de Liberec en marzo de 1986. No se sabe mucho de su vida hasta el año 2006, año en que a sus 20 años de edad decide entrar en la industria pornográfica.
Desde su entrada, ha trabajado en producciones de estudios europeos y estadounidenses como Avalon, Adam & Eve, Marc Dorcel Fantasies, Blue Coyote, New Sensations, Evil Angel, Jules Jordan Video, Doghouse Digital o Private, entre otras.
Se destacó por grabar entre 2006 y 2012 varias entregas de la saga Natural Wonders of the World del estudio Avalon.
Decidió retirarse del mundo del porno en 2013, con un total de 101 películas grabadas.
Algunas películas de su filmografía fueron Other Woman, Big Tit Cream Pie Filling, Big Titty Lesbians, Lesbian Prison, Tug Joint 3, Jiggling Jugs, Boobalicious Babes o All Star Big Boobs.